# Cees Bol
Cees Bol (Zaandam, 27 de julho de 1995) é um ciclista neerlandês, membro da equipa Team Sunweb.

## Palmarés
2016
- Tour de Olympia

2018
- 1 etapa do Tour da Bretanha
- Flecha das Ardenas[2]

2019
- Nokere Koerse
- 1 etapa do Volta a Califórnia
- 1 etapa do Tour da Noruega

## Resultados nas Grandes Voltas
| Carreira        | 2014 | 2015 | 2016 | 2017 | 2018 | 2019 |
| --------------- | ---- | ---- | ---- | ---- | ---- | ---- |
| Giro d'Italia   | -    | -    | -    | -    | -    | -    |
| Tour de France  | -    | -    | -    | -    | -    | Ab.  |
| Volta a Espanha | -    | -    | -    | -    | -    | -    |

-: não participa 

Ab.: abandono 